# Pisoniano
Pisoniano település Olaszországban, Lazio régióban, Róma megyében. Lakosainak száma 731 fő (2023. január 1.). Pisoniano Bellegra, Cerreto Laziale, Ciciliano, San Vito Romano, Gerano és Capranica Prenestina községekkel határos.

## Népesség
A település lakossága az elmúlt években az alábbi módon változott:
| Lakosok száma | 753  | 739  | 731  |
|               | 2017 | 2018 | 2023 |